# Gruppo di Leschaux
Il Gruppo di Leschaux (detto anche Gruppo Leschaux-Talèfre) è un massiccio di cime rocciose che si trova nella parte settentrionale del Massiccio del Monte Bianco, nelle Alpi del Monte Bianco. Inizia dal Col des Hirondelles (3.485 m), limite ovest, e termina al Colle di Talèfre (3.544 m). È composto da creste non molto frequentate dagli alpinisti, anche se alcune cime sono molto belle.

## Classificazione
Secondo la classificazione della SOIUSA il Gruppo di Leschaux è un sottogruppo alpino con la seguente classificazione:
- Grande parte = Alpi Occidentali
- Grande settore = Alpi Nord-occidentali
- Sezione = Alpi Graie
- Sottosezione = Alpi del Monte Bianco
- Supergruppo = Massiccio del Monte Bianco
- Gruppo = Catena Rochefort-Grandes Jorasses-Leschaux
- Sottogruppo = Gruppo di Leschaux
- Codice = I/B-7.V-B.4.c

## Cime principali
A Nord del Colle des Hirondelles, si incontra una cima minore: la Punta delle Hirondelles 3520 m, con la sua grande parete ovest; attraversando altre tre cime minori  (Punta Alberico, Antoldi, Borgna),  si arriva al Petites Jorasses 3658 m, con la sua bella parete Ovest. Continuando ancora si arriva  all'Aiguille de Leschaux 3759 m, dalla quale si diramano due creste:
- a Est  il gruppo  Greuvetta con il Mont Greuvetta 3684 m
- a Nord la cresta principale porta a:
  - l'Aiguille de l'Éboulement 3609 m;
  - l'Aiguille de Talèfre 3730 m.

Dall'Aiguille de Talefre, verso Ovest, una cresta divide il Ghiacciaio di Leschaux dal Ghiacciaio di Talèfre, su questa cresta si possono osservare  alcune cime minori, la più conosciuta delle quali è l'Aiguille de Pierre Joseph 3361 m.

## Rifugi
- Bivacco di Fréboudze, 2360 m,

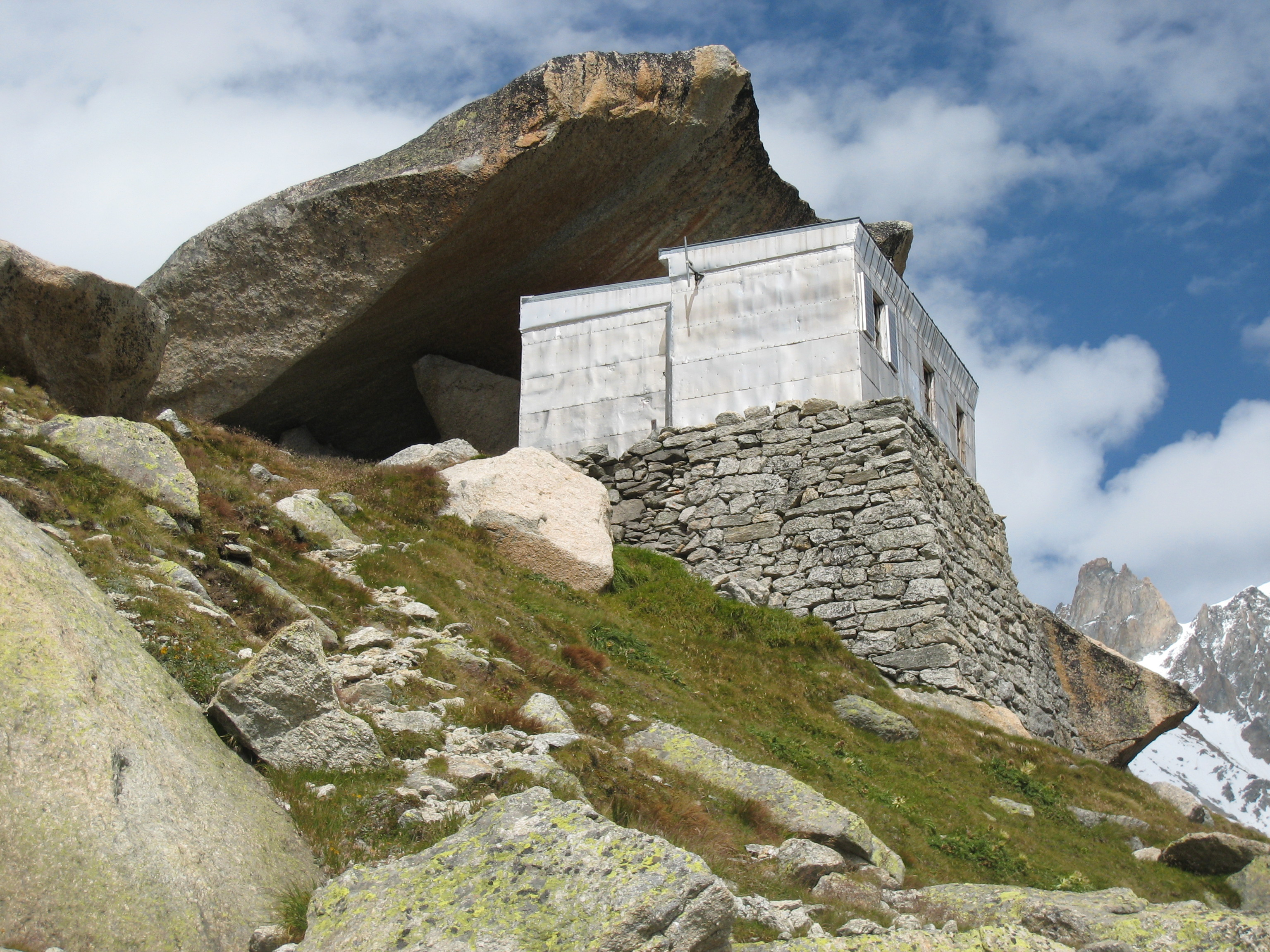
Antico Refuge du Couvercle.

- Bivacco Giusto Gervasutti, 2833 m,
- Bivacco Gianni Comino, 2430 m,
- Rifugio Cesare Dalmazzi al Triolet, 2590 m,
- Refuge du Couvercle, 2698 m,
- Refuge de Leschaux, 2431 m.